# Liste der Nummer-eins-Hits in der Schweiz (1975)
Dies ist eine Liste der Nummer-eins-Hits in der Schweiz im Jahr 1975. Sie basiert auf den Top 10 Singles der offiziellen Schweizer Hitparade. Es gab in diesem Jahr elf Nummer-eins-Singles.

## Singles
| ← 1974 ← | Liste der Nummer-eins-Hits in der Schweiz | Liste der Nummer-eins-Hits in der Schweiz | Liste der Nummer-eins-Hits in der Schweiz                                                             | 1976 →                    |
| \| Zeitraum \| Wo. ges. \| Interpret \| Titel Autor(en) \| Zusätzliche Informationen \| \| (Zeitraum, Wochen auf Platz eins, Interpret, Titel, Autor[en], zusätzliche Informationen) \| \| \| \| \| \| ----------------------------------------------------------------------------------------- \| -------- \| ---------------------- \| ----------------------------------------------------------------------------------------------------- \| ------------------------- \| \| 6. November 1974 – 30. Januar 1975 12 Wochen \| 12 \| Donny & Marie Osmond \| I’m Leaving It All Up to You Dewey Terry, Don F. Harris \| – \| \| 31. Januar 1975 – 13. März 1975 6 Wochen (insgesamt 8) \| 8 \| Billy Swan \| I Can Help Billy Swan \| – \| \| 14. März 1975 – 20. März 1975 1 Woche \| 1 \| Neil Diamond \| Longfellow Serenade Neil Diamond \| – \| \| 21. März 1975 – 3. April 1975 2 Wochen (insgesamt 8) \| 8 \| Billy Swan \| I Can Help Billy Swan \| – \| \| 4. April 1975 – 17. April 1975 2 Wochen \| 2 \| Udo Jürgens \| Griechischer Wein Musik: Udo Jürgens; Text: Michael Kunze \| – \| \| 18. April 1975 – 22. Mai 1975 5 Wochen \| 5 \| Teach-In \| Ding-a-dong Dick A. Bakker, Arie Eddy Ouwens, Willem J. G. Luikinga \| – \| \| 23. Mai 1975 – 26. Juni 1975 5 Wochen \| 5 \| ABBA \| I Do, I Do, I Do, I Do, I Do Benny Goran Bror Andersson, Stig Erik Leopold Anderson, Björn K. Ulvaeus \| – \| \| 27. Juni 1975 – 10. Juli 1975 2 Wochen \| 2 \| Fox \| Only You Can Kenny Young \| – \| \| 11. Juli 1975 – 4. September 1975 8 Wochen \| 8 \| George Baker Selection \| Paloma Blanca Johannes Bouwens \| – \| \| 5. September 1975 – 16. Oktober 1975 6 Wochen \| 6 \| I Santo California \| Torneró Musik: Claudio Natili, Ignazio Polizzy Carbonelli, Marcello Ramoino; Text: Elio Palumbo \| – \| \| 17. Oktober 1975 – 5. Februar 1976 16 Wochen \| 16 \| Jean-Claude Borelly \| Dolannes Melodie Paul De Senneville, Olivier Toussaint \| – \| |                                           |                                           | |                           |
| ← 1974 |                                           |                                           | | → 1976 →                  |
| Zeitraum | Wo. ges.                                  | Interpret                                 | Titel Autor(en)                                                                                       | Zusätzliche Informationen |
| (Zeitraum, Wochen auf Platz eins, Interpret, Titel, Autor[en], zusätzliche Informationen) |                                           |                                           | |                           |
| 6. November 1974 – 30. Januar 1975 12 Wochen | 12                                        | Donny & Marie Osmond                      | I’m Leaving It All Up to You Dewey Terry, Don F. Harris                                               | –                         |
| 31. Januar 1975 – 13. März 1975 6 Wochen (insgesamt 8) | 8                                         | Billy Swan                                | I Can Help Billy Swan                                                                                 | –                         |
| 14. März 1975 – 20. März 1975 1 Woche | 1                                         | Neil Diamond                              | Longfellow Serenade Neil Diamond                                                                      | –                         |
| 21. März 1975 – 3. April 1975 2 Wochen (insgesamt 8) | 8                                         | Billy Swan                                | I Can Help Billy Swan                                                                                 | –                         |
| 4. April 1975 – 17. April 1975 2 Wochen | 2                                         | Udo Jürgens                               | Griechischer Wein Musik: Udo Jürgens; Text: Michael Kunze                                             | –                         |
| 18. April 1975 – 22. Mai 1975 5 Wochen | 5                                         | Teach-In                                  | Ding-a-dong Dick A. Bakker, Arie Eddy Ouwens, Willem J. G. Luikinga                                   | –                         |
| 23. Mai 1975 – 26. Juni 1975 5 Wochen | 5                                         | ABBA                                      | I Do, I Do, I Do, I Do, I Do Benny Goran Bror Andersson, Stig Erik Leopold Anderson, Björn K. Ulvaeus | –                         |
| 27. Juni 1975 – 10. Juli 1975 2 Wochen | 2                                         | Fox                                       | Only You Can Kenny Young                                                                              | –                         |
| 11. Juli 1975 – 4. September 1975 8 Wochen | 8                                         | George Baker Selection                    | Paloma Blanca Johannes Bouwens                                                                        | –                         |
| 5. September 1975 – 16. Oktober 1975 6 Wochen | 6                                         | I Santo California                        | Torneró Musik: Claudio Natili, Ignazio Polizzy Carbonelli, Marcello Ramoino; Text: Elio Palumbo       | –                         |
| 17. Oktober 1975 – 5. Februar 1976 16 Wochen | 16                                        | Jean-Claude Borelly                       | Dolannes Melodie Paul De Senneville, Olivier Toussaint                                                | –                         |

## Jahreshitparade
| ← 1974 ← | Liste der Nummer-eins-Hits in der Schweiz                                                                          | Liste der Nummer-eins-Hits in der Schweiz | Liste der Nummer-eins-Hits in der Schweiz | 1976 →   |
| \| Position# \| Singles \| \| --------- \| ------------------------------------------------------------------------------------------------------------------ \| \| 1 \| Torneró I Santo California Musik: Claudio Natili, Ignazio Polizzy Carbonelli, Marcello Ramoino; Text: Elio Palumbo \| \| 2 \| Paloma Blanca George Baker Selection Johannes Bouwens \| \| 3 \| Tu t’en vas Alain Barrière & Noëlle Cordier Alain Barrière \| \| 4 \| Griechischer Wein Udo Jürgens Musik: Udo Jürgens; Text: Michael Kunze \| \| 5 \| I Can Help Billy Swan \| \| 6 \| Dolannes Melodie Jean-Claude Borelly Paul De Senneville, Olivier Toussaint \| \| 7 \| I Do, I Do, I Do, I Do, I Do ABBA Benny Goran Bror Andersson, Stig Erik Leopold Anderson, Björn K. Ulvaeus \| \| 8 \| SOS ABBA Benny Goran Bror Andersson, Stig Erik Leopold Anderson, Björn K. Ulvaeus \| \| 9 \| Longfellow Serenade Neil Diamond \| \| 10 \| Deine Spuren im Sand Howard Carpendale Neil Antony Lancaster, Cliff Corbett; deutscher Text: Fred Jay \| | |                                           |                                           |          |
| ← 1974 | |                                           |                                           | → 1976 → |
| Position# | Singles |                                           |                                           |          |
| 1 | Torneró I Santo California Musik: Claudio Natili, Ignazio Polizzy Carbonelli, Marcello Ramoino; Text: Elio Palumbo |                                           |                                           |          |
| 2 | Paloma Blanca George Baker Selection Johannes Bouwens                                                              |                                           |                                           |          |
| 3 | Tu t’en vas Alain Barrière & Noëlle Cordier Alain Barrière                                                         |                                           |                                           |          |
| 4 | Griechischer Wein Udo Jürgens Musik: Udo Jürgens; Text: Michael Kunze                                              |                                           |                                           |          |
| 5 | I Can Help Billy Swan                                                                                              |                                           |                                           |          |
| 6 | Dolannes Melodie Jean-Claude Borelly Paul De Senneville, Olivier Toussaint                                         |                                           |                                           |          |
| 7 | I Do, I Do, I Do, I Do, I Do ABBA Benny Goran Bror Andersson, Stig Erik Leopold Anderson, Björn K. Ulvaeus         |                                           |                                           |          |
| 8 | SOS ABBA Benny Goran Bror Andersson, Stig Erik Leopold Anderson, Björn K. Ulvaeus                                  |                                           |                                           |          |
| 9 | Longfellow Serenade Neil Diamond                                                                                   |                                           |                                           |          |
| 10 | Deine Spuren im Sand Howard Carpendale Neil Antony Lancaster, Cliff Corbett; deutscher Text: Fred Jay              |                                           |                                           |          |